# Carl ap Rhys Pryce
Carl ap Rhys Pryce (Vizianagaram, India, 30 september 1876 – Cockermouth, 26 november 1955 ) was een Welsh militair en avonturier.

## Levensloop
Rhys Pryce vocht in het Britse leger tijdens de Tweede Boerenoorlog in Zuid-Afrika en trok daarna naar Canada om dienst te nemen bij de Mounties. In 1911 trok hij naar Mexico, om zich aan te sluiten bij de Mexicaanse Liberale Partij (PLM), die in Baja California in opstand was gekomen tegen president Porfirio Díaz en poogde in Baja California een socialistische republiek te stichten. Na de dood van de Amerikaan William Stanley werd Rhys Pryce benoemd tot bevelhebber van het buitenlandse legioen van de PLM. Rys Pryce was niet geheel onomstreden binnen de PLM, daar hij te kennen had gegeven er wel wat voor te voelen Baja California te vermaken aan de Verenigde Staten, en hij steeds meer avonturiers toeliet die meer om het avontuur dan ideologische motieven de strijd opnamen.
Na de val van Díaz zette de PLM de strijd door tegen de nieuwe Mexicaanse regering, maar werd uiteindelijk verslagen. Rhys Pryce ontvluchtte het land naar Canada. Rhys nam in het Brits-Canadese leger deel aan de Eerste Wereldoorlog, waar hij verscheidene medailles verdiende.